# شهرستان هوانگلینگ
شهرستان هوانگلینگ (به لاتین: Huangling County) یک منطقهٔ مسکونی در چین است که در یان‌آن واقع شده‌است. شهرستان هوانگلینگ ۲٬۲۸۸ کیلومتر مربع مساحت و ۱۲۹٬۸۰۳ نفر جمعیت دارد.